# 西江邸
西江邸（にしえてい）・西江家住宅は、岡山県高梁市成羽町坂本に現存する江戸中期の代官御用所。国の登録有形文化財。

## 歴史
西江家は、家譜によると坂東八平氏のひとつ三浦義明氏嫡流の出自であり、鎌倉時代は北面の武士をしていた。応仁の乱を経て室町末期より京都から当地に居住し、山城を守る武士となる。戦国時代より毛利氏に臣従し、初代・西江大蔵清成は、天正の戦乱で武功をあげ、天正10年に毛利輝元（書状あり）より二百町歩の土地を与えられた。その後、関ヶ原の戦いでの毛利氏敗退により、武士を捨て帰農した。当時より郡中惣代庄屋を務め、豪農商ではあったが、一般農家では門を構えること自体許可されておらず、西江家楼門は、天領地を任されていた格式を示すものである。

## 施設
県道33号線沿いから少し坂を上ったところに位置し、現在も個人宅として維持管理されている。現在で18代目となる。6代目兵右衛門が宝暦年間（1751年 - 1761年）、本山鉱山から採掘された鉄鉱石より、日本で初めて弁柄（酸化第二鉄）の製錬に成功した。以来350年にわたり、弁柄の原料となる緑礬（ローハ）と弁柄（酸化鉄）の生産で富を成した。西江家の母屋等創建は宝永・正徳年間（1704年 - 1715年）である。当時、惣代庄屋で請負代官を兼ね、白洲跡・郷倉・駅馬舎・手習い場・式台などその当時の社会システム（自主的行政機構）がわかる。西江家６代目が島根県から一流の石州大工と石州瓦職人たちを結集し、20年かけて創りあげた建造物である。3段構えの石垣はまさしく城郭の構えである。西江家15代目が木道楽であったため、裏座敷は明治に建て替えられた。部材にこだわり、桜・欅・松・檜・黒柿・紅葉など高級木材を使い、ベンガラスス塗りを施している。江戸期の上層民の暮らしぶり（大名と町民の中間的存在が行う地方自治）を残す貴重な歴史的建造物といえる。西江家古文書7000点は 岡山県記録資料館 へ寄与、本山鉱山関連や古写真等3000点は西江家で保存している。
敷地は約3000坪、部屋数は41部屋,161畳を数える。現在、郷蔵を資料館とし、また、邸内一部・役宅部分を一般公開している。銅山を中心として弁柄産業で栄えた吹屋地区のランドマークのひとつであり、現当主によりベンガラ（弁柄）産業を復興させた。人の住まう活きた文化財である。18代目西江晃治が岡山大学、九州大学との研究の末、公害の出ない新たな製法により平成20年にベンガラを再興させ、同時に研究所を設立。今後、ローハベンガラは耐候性、木部保護に優れた特質を生かし、世界遺産、国宝、重文など神社仏閣の歴史的建造物の文化財保護の活用や伝統工芸に活用され、ローハベンガラは受注生産となる。
2012年2月29日、西江邸は、東北地方太平洋沖地震に伴う津波で消失した茨城県北茨城市大津町五浦（いづら）にある朱塗りの建築物「六角堂」の再建を支援するため、六角堂管理者の茨城大学へ江戸時代のベンガラ2.5kgを寄贈した。
2014年9月24日、西江邸のローハベンガラで塗装された扁額を最上稲荷の大鳥居に奉納 した。
2020年6月9日、文化庁にジャパンレッド発祥の地「弁柄と銅の町　備中吹屋」として日本遺産に認定された。

## 交通アクセス
- 岡山市方面より岡山自動車道岡山総社ICから国道180号を右折、落合橋東の三叉路、国道313号を左折、高梁市成羽方面へ、手川橋の三叉路、岡山県道33号新見川上線を新見方面へ右折、約15kmで右手駐車場がみえる。
- JR伯備線備中高梁駅より、バスまたは自動車で約50分。新見駅からバスか車で20分。
- 中国自動車道新見ICより国道180号、正田の三叉路を右折、県道33号成羽方面で約30分。

## 利用情報
周囲には、銅山経営とローハ製造で富を築いた吹屋ふるさと村・広兼邸がある。西江邸から約3km東、岡山県道85号高梁坂本線を山へ上がったところにある。
- 開館時間：10時 - 16時　全予約制　一般見学、特別見学、ベンガラ染体験　2日前までに予約が必要。定員になり次第締め切り。
- 閉館日：月・火曜日と年末年始
- 所在地：岡山県高梁市成羽町坂本1604